# Museum of New Zealand Te Papa Tongarewa
Das Museum of New Zealand Te Papa Tongarewa, in der Kurzform Te Papa genannt, ist das Nationalmuseum von Neuseeland.

## Namensherkunft
Der Māori-Name des Museums, Te Papa Tongarewa, ist zwei klassischen Ausdrücken entnommen, der in Māori-Gedichten und -Liedern vorkommt. Im wörtlichen Sinne übersetzt bedeutet der Name so viel wie „Behälter für Schätze“, wobei der Name sinngemäß mit „unser Ort von wertgeschätzten Dingen und Menschen, die aus der Muttererde hier in Neuseeland entspringen“ übersetzt werden kann. Die Kurzform Te Papa wird mit „Unser Ort“ übersetzt.

## Geographie
Das Museum befindet sich in Wellington, der Hauptstadt des Landes. Es liegt direkt am südlichen Ufer des Lambton Harbour, der ein Teil des Wellington Harbour darstellt. Zu erreichen ist das Museum von Norden kommend über den Aotea Quay, den Waterloo Quay, den Customhouse Quay, Jervois Quay und der Cable Street, an der das Museum liegt.

## Geschichte
Der Vorläufer des heutigen Museums war das Colonial Museum, das 1865 direkt hinter dem Parlamentsgebäude eröffnet wurde, als Wellington Hauptstadt des Landes wurde und das Parlament nach Wellington zog. Erster Direktor des Museums wurde James Hector, unter dem es eine auf Wissenschaft basierende Ausrichtung bekam.
1907 wurde das Museum in Dominion Museum umbenannt und bekam einen breiteren Fokus mit Sicht auf die Belange der Nation. 1913 sollte die neu gegründete National Art Gallery ihren Platz im Gebäude des Dominion Museum bekommen, doch es dauerte noch bis in das Jahr 1936, in dem beide Museen in einem neuen Gebäude an der Buckle Street ihren Platz fanden.
1972 wurde das Dominion Museum dann in National Museum umbenannt, doch in den 1980er Jahren war das Museum an seinen Kapazitätsgrenzen angelangt und man hatte den Eindruck, dass es als Nationalmuseum nicht mehr die wachsende Diversität der Gesellschaft des Landes abbilden konnte. Mit dem Museum of New Zealand Te Papa Tongarewa Act 1992 wurde dann schließlich die gesetzliche Grundlage für das heutige Museum gelegt und mit den Bauarbeiten im Jahr 1994 begonnen.
Am 14. Februar 1998 wurde nach rund vier Jahren Bauzeit das neue Museumsgebäude an der Cable Street feierlich eröffnet. Es vereinigte das bisherige National Museum und die National Art Gallery und wollte sowohl das Museum der indigenen Bevölkerung Neuseelands sein (Tangata Whenua), als auch der Ort der Menschen, die unter dem Treaty of Waitangi (Tangata Tiriti) zusammenfanden.
Im Dezember 2015 zelebrierte das Museum sein 150-jähriges Bestehen seit der Gründung des Colonial Museum im Jahr 1865. Seit der Eröffnung des neuen Museums hatten Stand 2015 rund 25 Millionen Gäste das Te Papa besucht.

## Das Gebäude

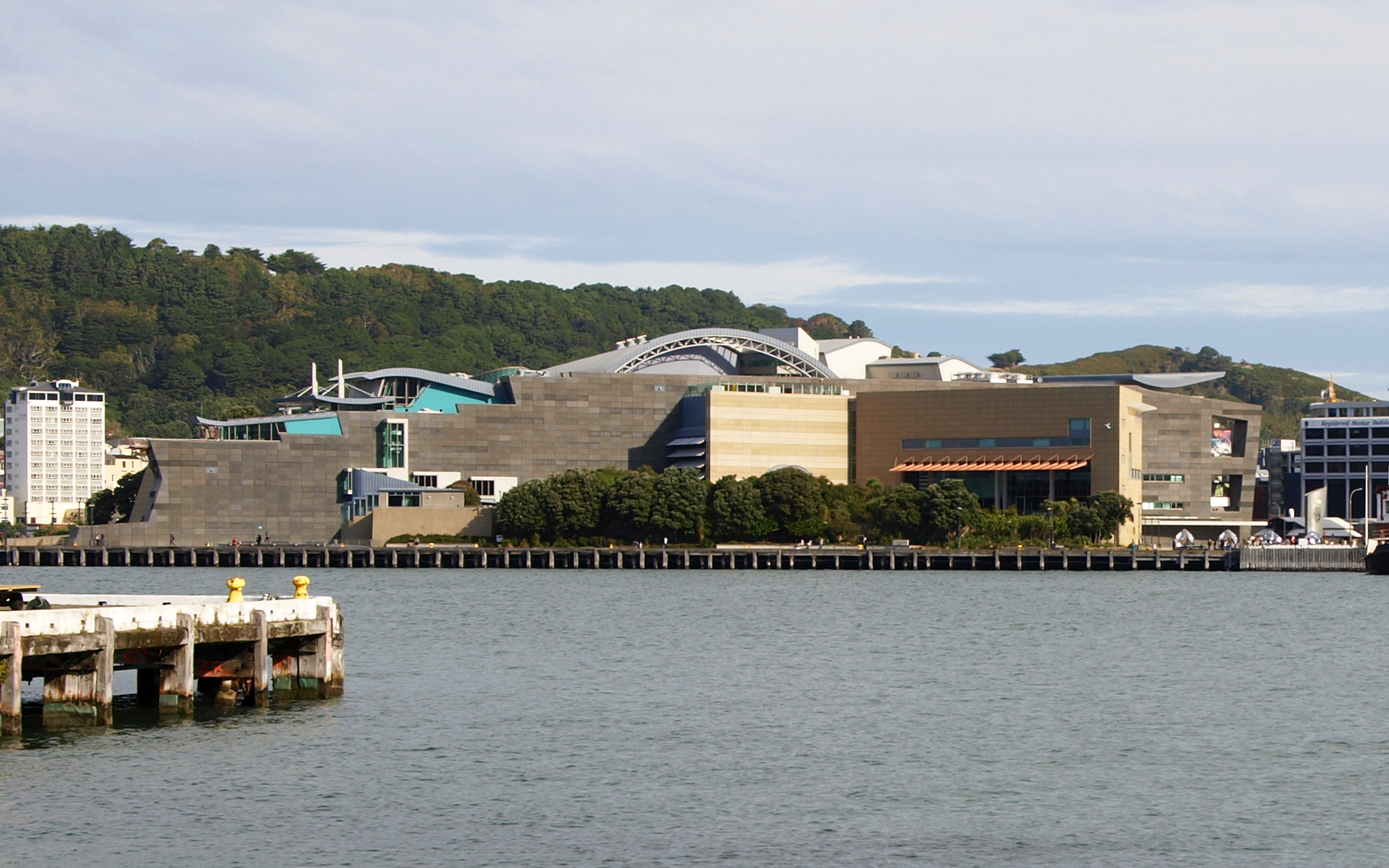
Das Museum vom Hafen aus gesehen

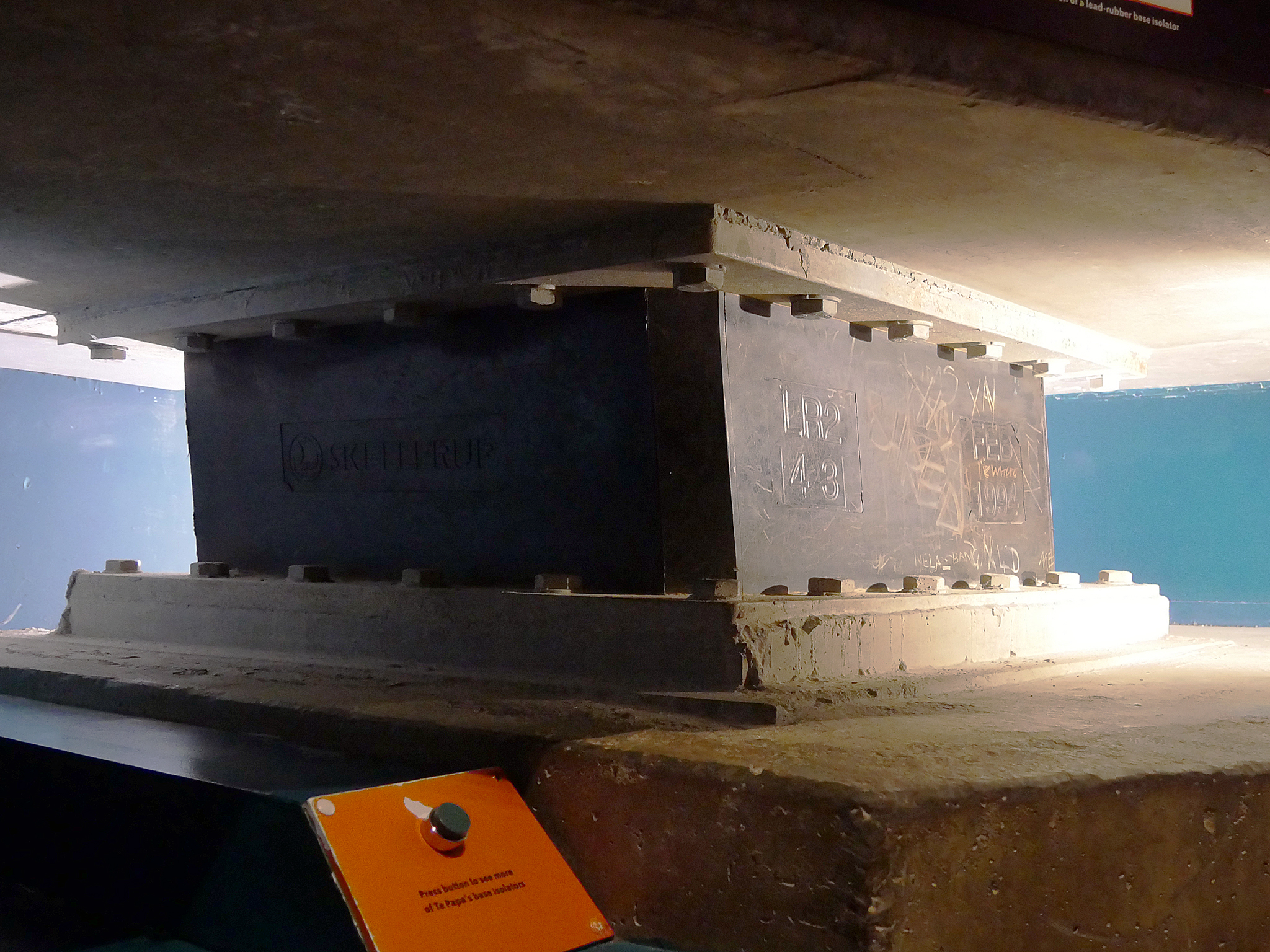
Einer von 152 Schockabsorbern, die das Gebäude vor Erdbebenschäden schützen sollen

Das erdbebensicher errichtete Gebäude wurde unter der Leitung des neuseeländischen Architekten Ivan Mercep entworfen. Die Nordseite des Gebäudes zum Hafen hin wurde den Māori gewidmet. Die Wände und Fassaden symbolisieren die Natur, die Berge, die See und den Himmel. Die Südseite hingegen, an der sich der Eingang befindet, soll die europäische Siedlungsgeschichte reflektierten und ist den Pākehā gewidmet.
Das rund 64.000 Tonnen schwere Gebäude ruht auf 152 sogenannten Schockabsorbern (Dämpfern), die aus mit Stahlplatten und einem Bleikern gefüllten Hartgummiquadern bestehen. Sie sollen entsprechend den Berechnungen helfen, dass das Gebäude ein schweres Erdbeben, das alle 250 Jahre vorkommen kann, unbeschadet übersteht. Schwingungen von einem halben Meter in alle Richtungen sollen die Dämpfer absorbieren können. Ein Beben, das statistisch gesehen alle 500 Jahre vorkommen kann, würde das Gebäude auch überstehen können, wobei wahrscheinlich Reparaturen notwendig werden würden. Bei einem schweren Erdbeben, das alle 2000 Jahre vorkommen kann, würden die Menschen in ihm noch sicher sein, aber das Gebäude müsste dann wohl aufgrund von schwerwiegenden Schäden abgerissen werden, so die Vorstellungen der Konstrukteure. Um ein stabiles Fundament für das Gebäude gewährleisten zu können, wurde an den geplanten Orten der Absorber der Untergrund mit einem 30-Tonnen-Gewicht bis zu 50.000 Mal bearbeitet, um spätere Setzungsprobleme durch einen instabilen Untergrund ausschließen zu können.
Für das 36.000 m2 Ausstellungsfläche und sechs Ebenen umfassende Gebäude, das auf einem 2,3 Hektar großen Grundstück errichtet wurde, mussten rund 80.000 m3 Beton verarbeitet werden. Realisiert hat das Bauvorhaben seinerzeit die neuseeländische Firma Fletcher Construction, die es auch schaffte, das Gewerk im vorgegebenen Rahmen von 130 Millionen NZ$ abzuschließen.

## Auftrag des Museums
Mit dem Museum of New Zealand Te Papa Tongarewa Act 1992 wurde festgelegt, dass mit dem Museum die Nation das Erbe seiner Kulturen und das Wissen über die Natur des Landes präsentieren, erforschen und erhalten kann mit dem Ziel, seine Geschichte zu verstehen und wertzuschätzen, die Gegenwart zu bereichern und den Herausforderungen der Zukunft zu entsprechen. Das Gesetz regelte die Zusammenführung des National Museum mit der National Art Gallery unter dem Dach des Museum of New Zealand Te Papa Tongarewa und schützte gesetzlich alle vier Namen.

## Ausstellungen
Neben den ständigen Ausstellungen zu den Themen Māori-Kultur, Kultur der Pazifischen Inseln, Neuseelandkriege, Gallipoli, Siedlungsgeschichte, Vertrag von Waitangi, Erdbebenschutz, Natur und Wissenschaft, werden regelmäßig zeitlich befristete Ausstellungen zu unterschiedlichen Themen organisiert. Besonderen Wert legt das Museum auch auf Bildung und Wissensvermittlung und setzt neben einem besonders gestalteten Webportal mit Zugriff auf Objekte der aktuellen Ausstellungen auch im Hause in besonderer Weise digitale Medien ein. Ein Blog hält Interessierte über die Aktivitäten des Museums auf dem Laufenden. Zudem bietet das Museum ein digitales Lernprogramm, worauf Schulen kostenfrei zugreifen können.

## Fotogalerie

Te Papa - Architektur und Ausstellung
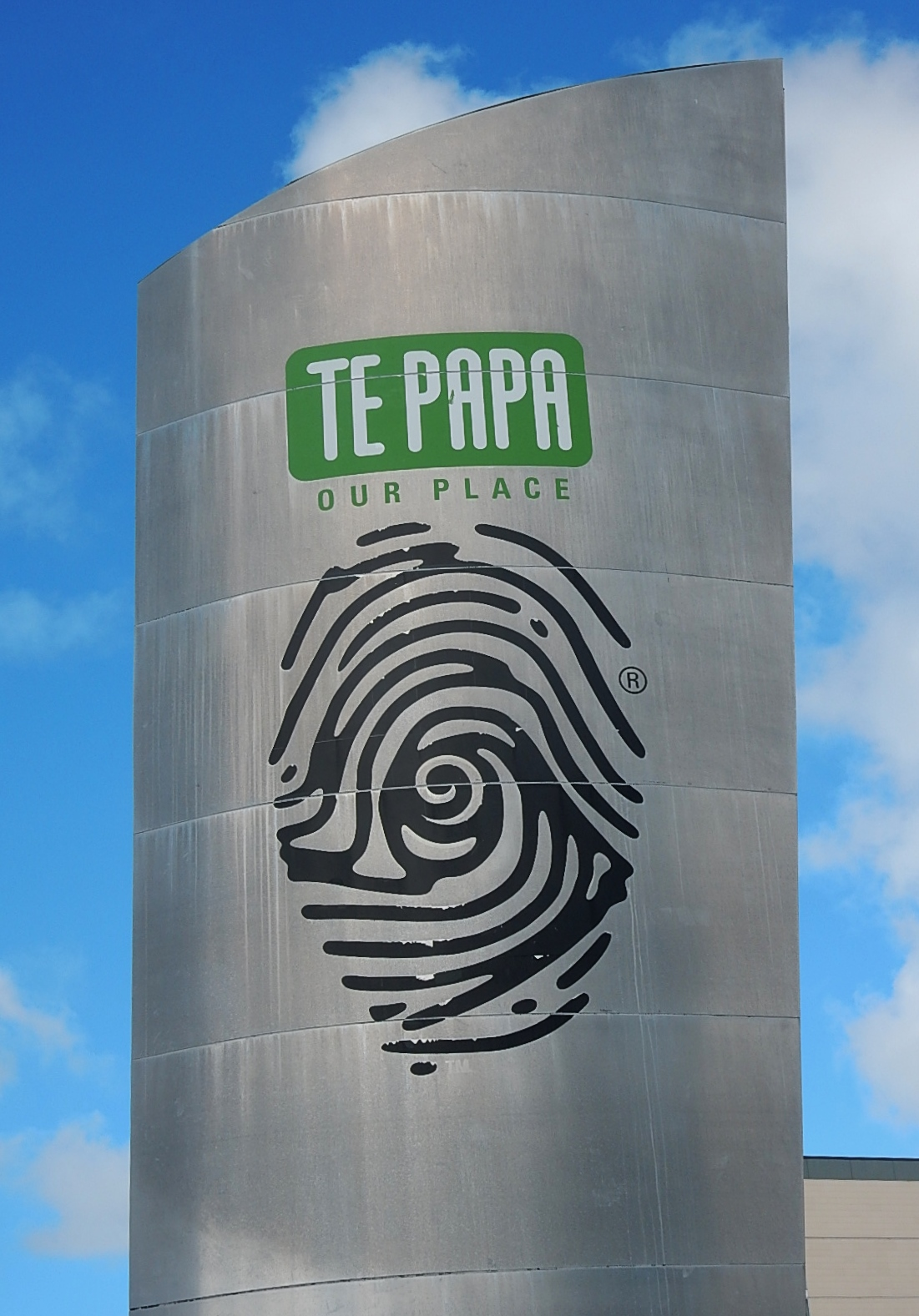
Skulptur vor dem Museum
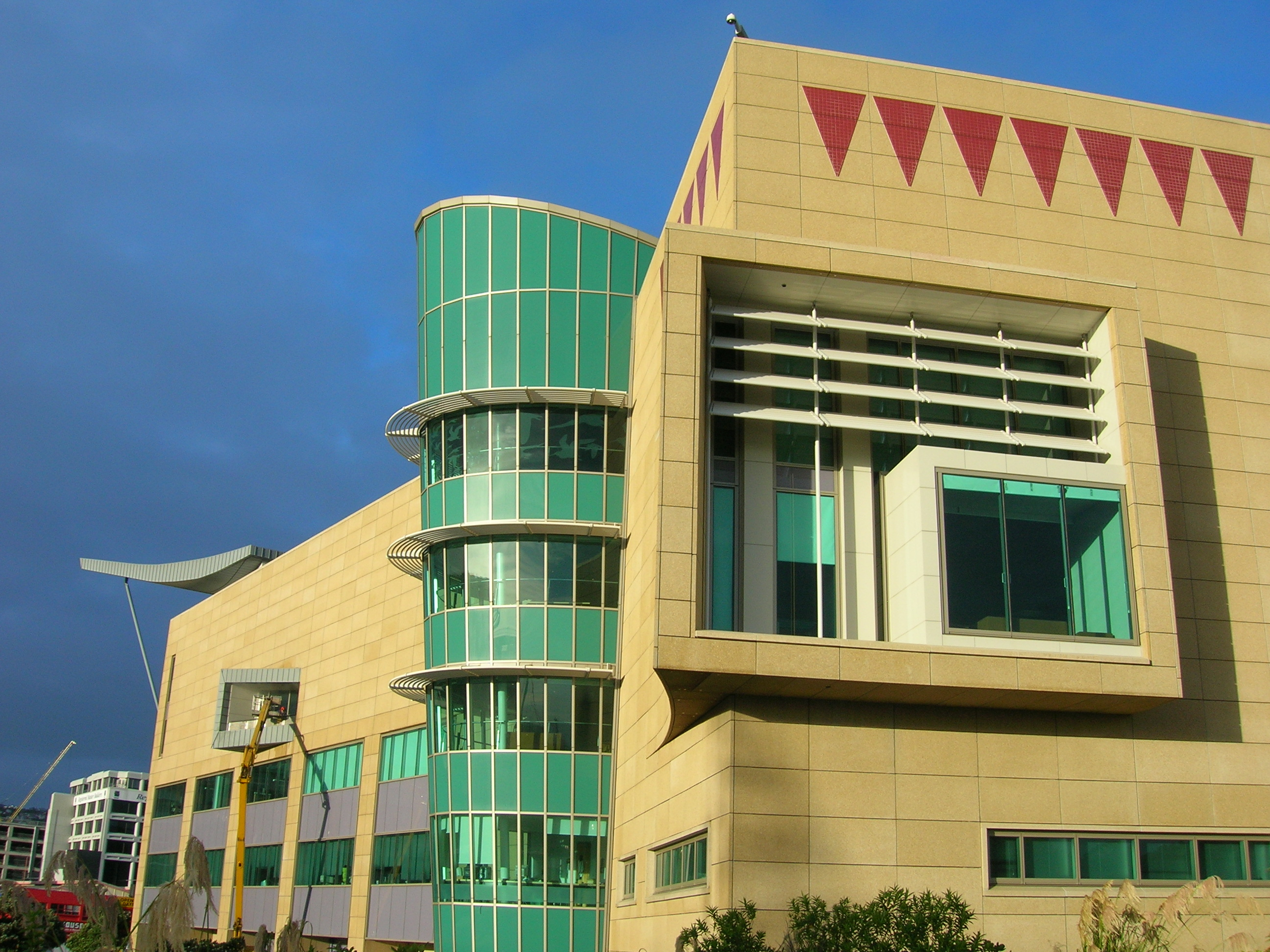
Architektur des Museums
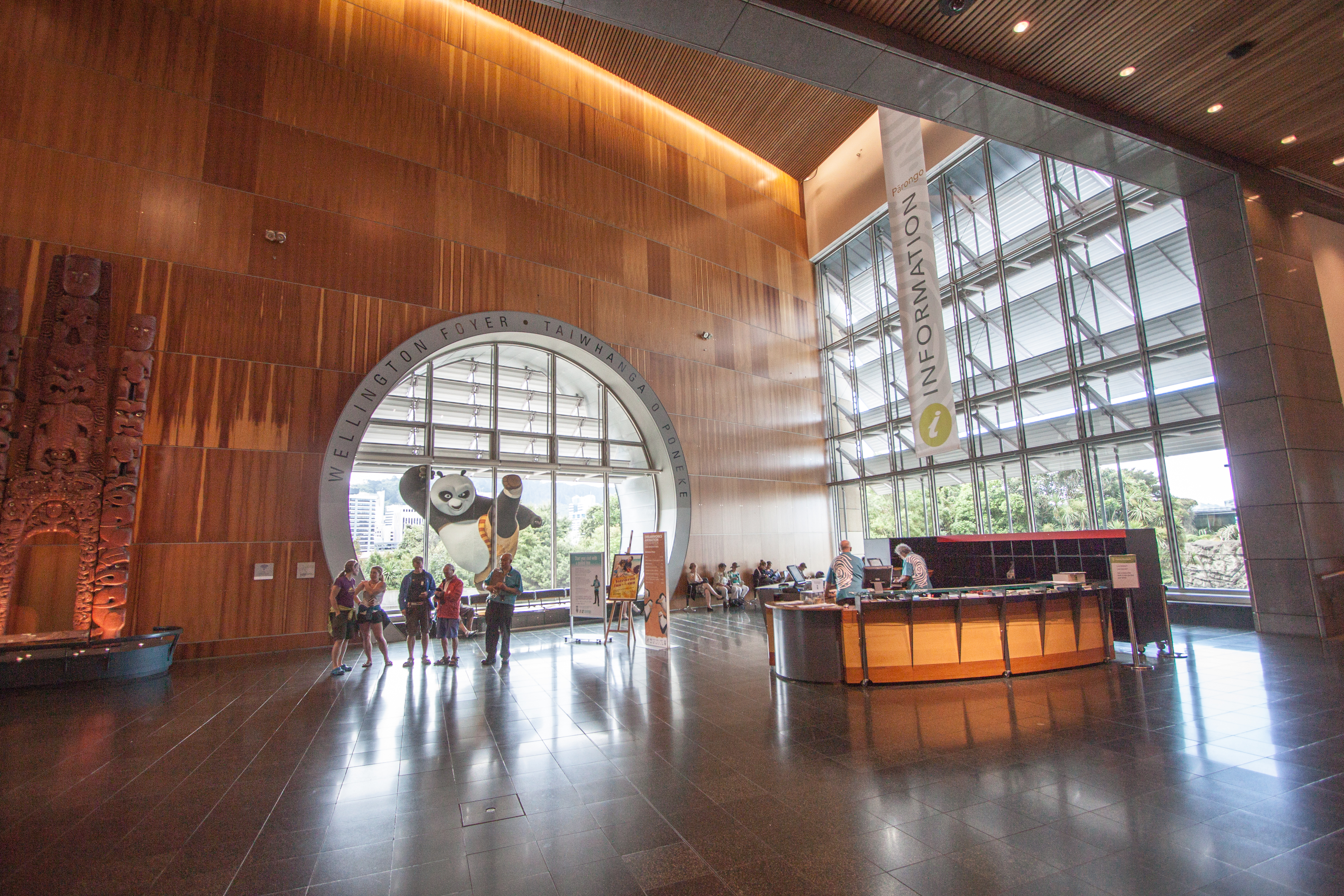
Info-Desk in der großen Halle
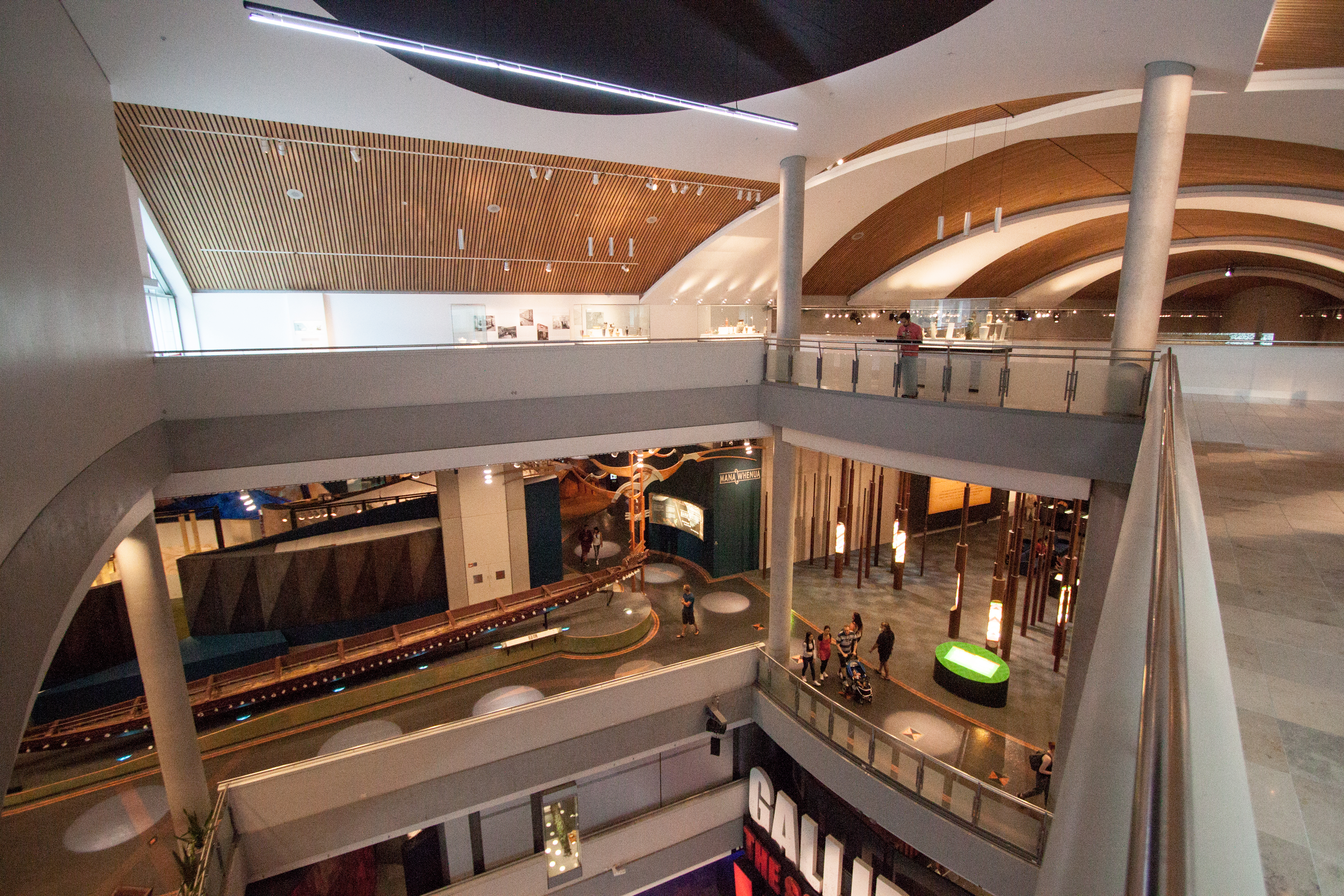
Innenarchitektur
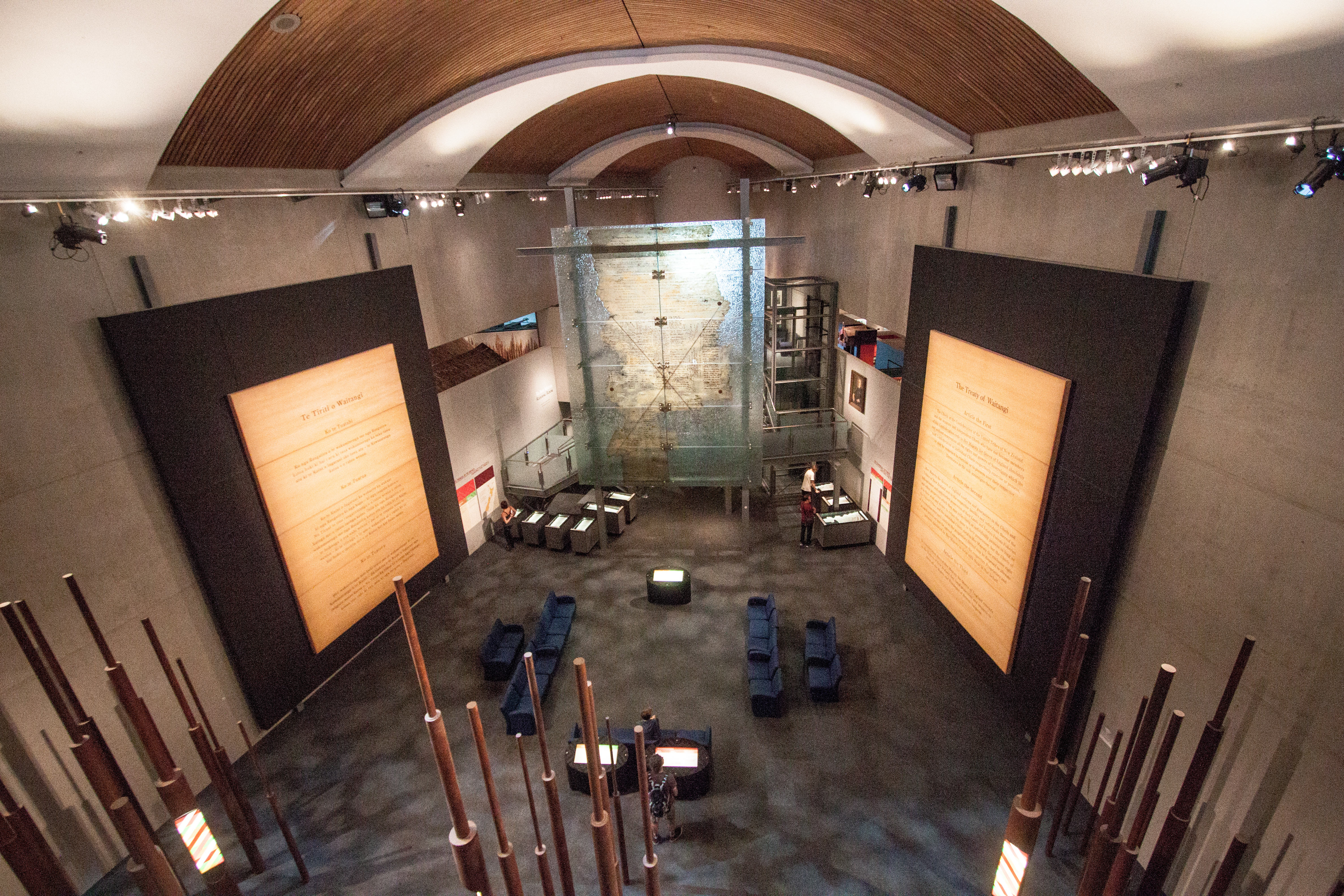
Raum mit dem Treaty of Waitangi
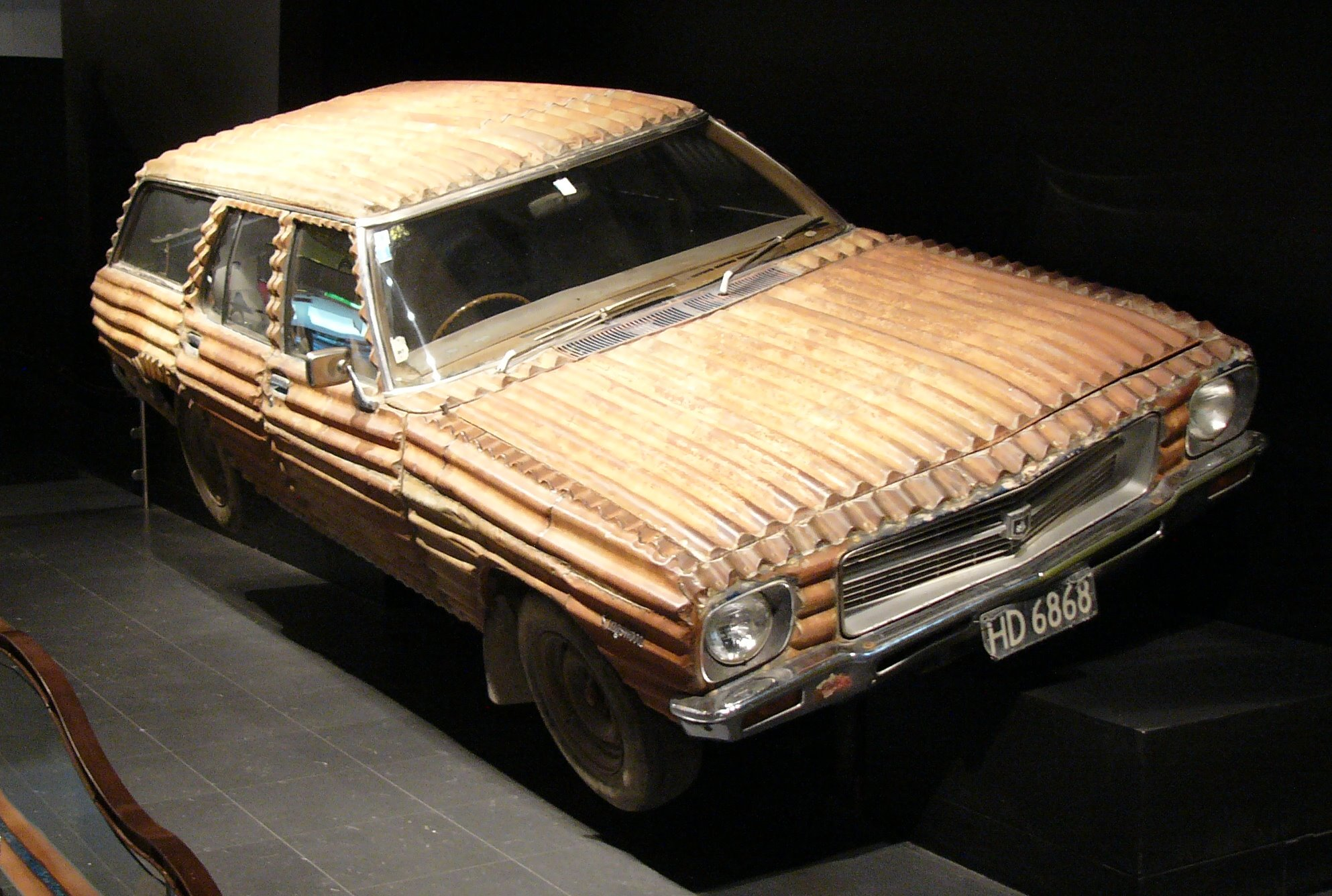
Ausgestelltes Auto mit einer Karosserie aus Wellblech
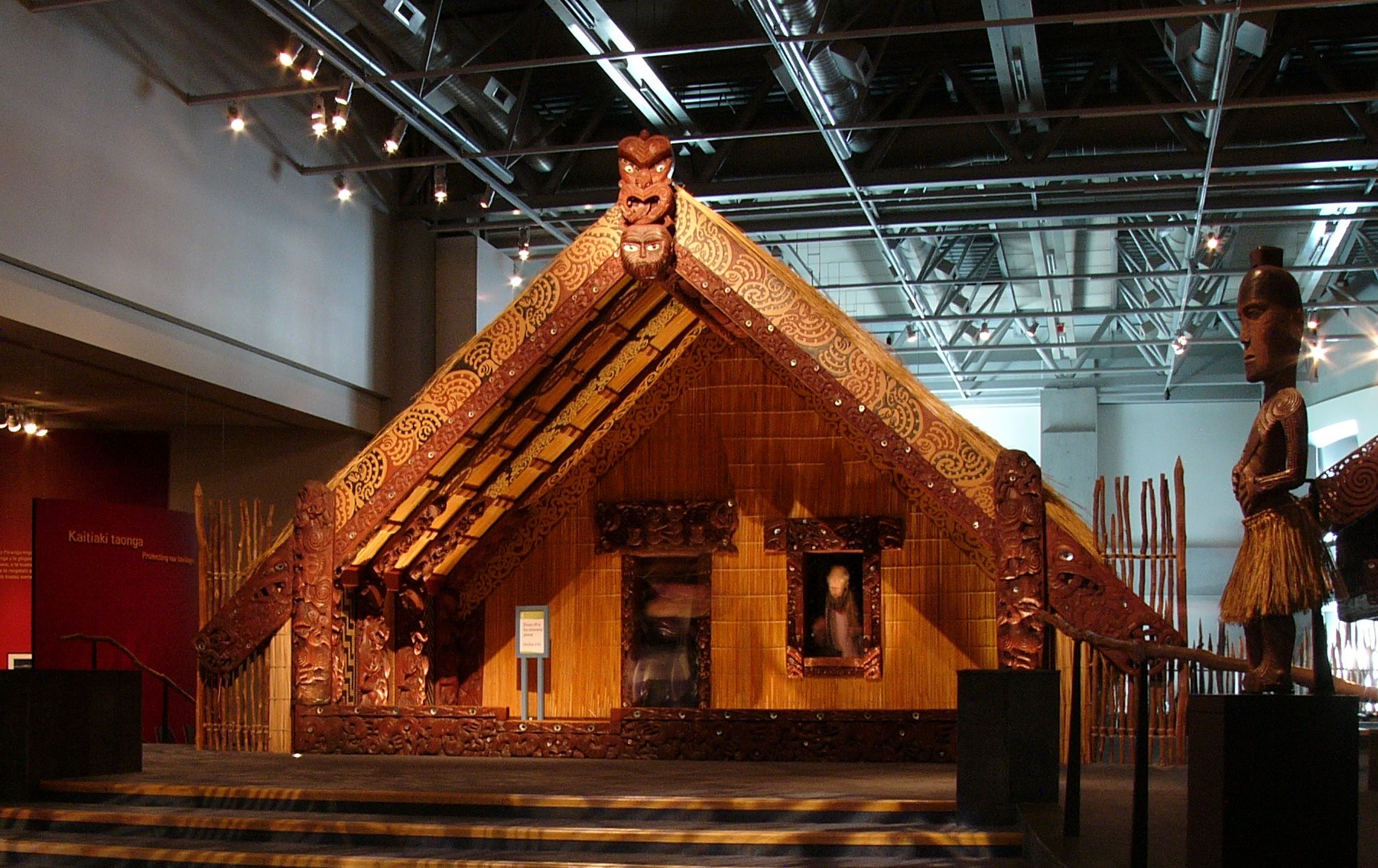
Te Hau-ki-Tūranga wharenui, Māori-Versammlungshaus im Museum